# Oxtorpesjön
Oxtorpesjön är en sjö i Norrköpings kommun i Östergötland och ingår i Söderköpingsåns huvudavrinningsområde. Sjön har en area på 0,118 kvadratkilometer och ligger 22 meter över havet.

## Delavrinningsområde
Oxtorpesjön ingår i det delavrinningsområde (648368-153500) som SMHI kallar för Mynnar i havet. Medelhöjden är 29 meter över havet och ytan är 13,66 kvadratkilometer. Räknas de 42 avrinningsområdena uppströms in blir den ackumulerade arean 881,08 kvadratkilometer. Avrinningsområdets utflöde Söderköpingsån (Gusumsån) mynnar i havet. Avrinningsområdet består mestadels av skog (40 procent), öppen mark (13 procent) och jordbruk (45 procent). Avrinningsområdet har 0,12 kvadratkilometer vattenytor vilket ger det en sjöprocent på 0,9 procent.